# Jade Raymond
Jade Raymond   (Montreal, 28 d'agost de 1975) és una productora de videojocs quebequesa i està en el programa de la G4, The Electric Playground amb Tommy Tallarico, Victor Lucas, Julie Stoffer i Geoff Keighley.
Raymond té la carrera de la Ciència de la computació de la Universitat McGill i la seva primera feina va ser programar videojocs per Sony. Uns quants anys després, va ser nomenada productora d'EA i ha anat produint videojocs. Actualment treballa a l'estudi d'Ubisoft Montreal, produint Assassin's Creed.